# Scrimă la Jocurile Olimpice de vară din 1948
Probele de scrimă la Jocurile Olimpice de vară din 1948 s-au desfășurat în perioada 30 iulie–13 august la „Palatul Ingineriei” din Wembley, la Londra în Marea Britanie. 294 de trăgători din 30 de țări au participat. 

## Clasament pe medalii
| Loc | Țară                             | Aur | Argint | Bronz | Total |
| --- | -------------------------------- | --- | ------ | ----- | ----- |
| 1   | Franța (FRA)                     | 3   | 1      | 0     | 4     |
| 2   | Ungaria (HUN)                    | 3   | 0      | 2     | 5     |
| 3   | Italia (ITA)                     | 1   | 4      | 1     | 6     |
| 4   | Danemarca (DEN)                  | 0   | 1      | 0     | 1     |
| 4   | Elveția (SUI)                    | 0   | 1      | 0     | 1     |
| 6   | Austria (AUT)                    | 0   | 0      | 1     | 1     |
| 6   | Belgia (BEL)                     | 0   | 0      | 1     | 1     |
| 6   | Suedia (SWE)                     | 0   | 0      | 1     | 1     |
| 6   | Statele Unite ale Americii (USA) | 0   | 0      | 1     | 1     |

## Evenimente

### Masculin
| Probă             | Aur | Argint | Bronz |
| Spadă             | Luigi Cantone · Italia (ITA)                                                                                       | Oswald Zappelli · Elveția (SUI) | Edoardo Mangiarotti · Italia (ITA) |
| Spadă pe echipe   | Franța (FRA) · Maurice Huet · Michel Pécheux · Marcel Desprets · Édouard Artigas · Henri Guérin · Henri Lepage     | Italia (ITA) · Luigi Cantone · Marc Antonio Mandruzzato · Carlo Agostoni · Edoardo Mangiarotti · Fiorenzo Marini · Dario Mangiarotti | Suedia (SWE) · Frank Cervell · Carl Forssell · Bengt Ljungquist · Sven Thofelt · Per Hjalmar Carleson · Arne Tollbom                                                         |
| Floretă           | Jehan Buhan · Franța (FRA)                                                                                         | Christian d'Oriola · Franța (FRA) | Lajos Maszlay · Ungaria (HUN) |
| Floretă pe echipe | Franța (FRA) · Adrien Rommel · Christian d'Oriola · Andre Bonin · Jacques Lataste · Jehan Buhan · René Bougnol     | Italia (ITA) · Saverio Ragno · Renzo Nostini · Manlio Di Rosa · Giorgio Pellini · Edoardo Mangiarotti · Giuliano Nostini             | Belgia (BEL) · André Van De Werve De Vorsselaer · Paul Louis Jean Valcke · Raymond Bru · Georges Camille De Bourgignon · Henri Paternoster · Édouard Yves                    |
| Sabie             | Aladár Gerevich · Ungaria (HUN)                                                                                    | Vincenzo Pinton · Italia (ITA) | Pál Kovács · Ungaria (HUN) |
| Sabie pe echipe   | Ungaria (HUN) · László Rajcsányi · Bertalan Papp · Aladár Gerevich · Tibor Berczelly · Rudolf Kárpáti · Pál Kovács | Italia (ITA) · Carlo Turcato · Gastone Darè · Vincenzo Pinton · Mauro Racca · Renzo Nostini · Aldo Montano                           | Statele Unite ale Americii (USA) · Miguel Angel De Capriles · Norman Cohn-Armitage · George Vitez Worth · Dean Victor Cetrulo · James Hummitzsch Flynn · Tibor Andrew Nyilas |

### Feminin
| Probă   | Aur                        | Argint                           | Bronz                         |
| Floretă | Ilona Elek · Ungaria (HUN) | Karen Lachmann · Danemarca (DEN) | Ellen Mueller · Austria (AUT) |

## Țări participante
294 de trăgători (255 de bărbați și 39 de femei) din 30 de țări au participat:
- Argentina (19)
- Austria (7)
- Belgia (18)
- Brazilia (7)
- Canada (6)
- Chile (3)
- Columbia (2)
- Cuba (6)
- Cehoslovacia (5)
- Danemarca (15)
- Egipt (9)
- Elveția (19)
- Finlanda (6)
- Franța (21)
- Grecia (6)
- Irlanda (5)
- Italia (19)
- Luxemburg (6)
- Marea Britanie (19)
- Mexic (9)
- Norvegia (5)
- Olanda (9)
- Peru (3)
- Polonia (7)
- Portugalia (6)
- Statele Unite ale Americii (20)
- Suedia (8)
- Turcia (6)
- Ungaria (18)
- Uruguay (5)

## Legături externe
- Statistice Arhivat în 31 decembrie 2008, la Wayback Machine. pe Sports Reference